# Ceylalictus hainanicus
Ceylalictus hainanicus is een vliesvleugelig insect uit de familie Halictidae. De wetenschappelijke naam van de soort is voor het eerst geldig gepubliceerd in 1991 door Pesenko & Wu.